# Pavel Popovič
Pavel Romanovyč Popovyč (ukrajinsky Павло Романович Попович, rusky Павел Романович Попович – Pavel Romanovič Popovič; 5. října 1930 Uzyn – 29. září 2009, Gurzuf, Krym) byl sovětský vojenský letec a kosmonaut ukrajinské národnosti. Letěl do kosmu dvakrát, v lodi Vostok 4 a v Sojuzu 14, v obou případech byl velitelem lodě.

## Život
Po absolvování základní školy se šel učit truhlářskému řemeslu v Bílé Cerkvi. V roce 1945 byl přijat do Komsomolu. Po vyučení pokračoval čtyřletým studiem na průmyslové škole pracovních záloh v Magnitogorsku na Urale. V roce 1951 se stal konstruktérem a brzy poté vstoupil do vojenského leteckého učiliště. A zapojil se v místním aeroklubu do létání. Nastoupil základní vojenskou službu v Novosibirsku u vojenského stíhacího letectva. Zde se seznámil se svou budoucí ženou. Roku 1954 v hodnosti poručíka nastoupil u letců na severu SSSR a za dva roky byl odvelen na Dálný východ a tady se oženil. Manželka Marina byla civilní příslušnicí vojenského letectva a má s ní dvě děti. Za splnění vládního úkolu byl roku 1961 vyznamenán Řádem rudé hvězdy. Poté se dostal do výcvikového střediska kosmonautů v Hvězdném městečku.

## Lety do vesmíru
V roce 1962 odstartoval z Bajkonuru v kosmické lodi Vostok 4 na oběžnou dráhu kolem Země. Letěl v lodi sám. A protože spolu s jeho lodí byl ve vesmíru i Vostok 3, šlo o první skupinový let dvou lodí na světě. Přistál na padáku.
V roce 1973 se připravoval s Arťuchinem k letu na vypuštěnou orbitální stanici Saljut 2 / Almaz 101-1. Stanice však předčasně zanikla. V přípravě oba zůstali.
Podruhé letěl v roce 1974 a to se Sojuzem 14 společně s Jurijem Arťuchinem. I tento šestnáctidenní let, z větší části na orbitální stanici Saljut 3, byl úspěšný. Start i cíl byl obdobný, jako při prvním letu, tedy na území Kazachstánu.
- Vostok 4 (12. srpen 1962 – 15. srpen 1962)
- Sojuz 14, Saljut 3, Sojuz 14, (3. červenec 1974 – 19. červenec 1974)

## Po letech
V době startu československého kosmonauta Remka (1978) byl generálem a měl službu v řídícím středisku letů.